# Giuseppe Gauteri
Giuseppe Gautieri (Busca, 30 septembre 1805 – Martiniana Po, 11 décembre 1878) est un peintre italien actif en Val Varaita et environs, dans la province de Coni au XIXe siècle. 

## Biographie
Giuseppe Gautieri est un « peintre itinérant » d'art sacré. Il a réalisé des fresques disséminées sur de nombreux « poteaux votifs », maisons, chapelles et églises du Val Varaita et dans les régions limitrophes,.
Il est né à Busca le 30 septembre 1805 dans une famille d'artiste peintres et pendant son activité itinérante il a demeuré à Rossana, Levaldigi puis finalement à Martiniana Po. Il a épousé Ludovica Anna Costamagna de Revello et a eu deux fils Caterina et Giovanni Battista. Il est mort le 11 décembre 1878 à l'âge de 73 ans.
Il signait habituellement ses créations fratello di tre cavalieri ( « frère de trois chevaliers ») il s'agit probablement de ses trois frères  Luigi, Giovanni et Francesco distingués par la croce del cavalierato comme récompense de leurs mérites artistiques.
Giuseppe Gautieri est l'auteur des dipinti gambaschesi (une dizaine), pratiquement tous datés de 1866, témoignant d'une forte activité du peintre dans la zone.

## Œuvres
Une des premières œuvres datées est une peinture murale dans la Borgata Joulì di Rossana (1831). 
Dans la localité de Carpenetti se trouve son unique peinture datée de 1873 ; il s'agit d'une fresque de grande taille  représentant une Crucifixion. 
- Au Val Varaita, il a peint 22 œuvres entre pilônes votifs et chapelles,
- Au Val Maira, il a laissé 34 créations,
- Dans la haute Val Pô ,une vingtaine[1].